# Alfonso Signorini
Alfonso Signorini (Milano, 7 aprile 1964) è un giornalista, conduttore televisivo, scrittore, conduttore radiofonico, regista teatrale, dirigente d'azienda italiano, direttore editoriale della rivista settimanale Chi, conduttore del Grande Fratello  e del Grande Fratello VIP.
Proprietario con Mondadori della società Talent Agency, società da lui fondata e diretta, dedicata alla produzione televisiva e alla ricerca di talenti da inserire nel mondo televisivo, radiofonico, cinematografico e del web.

## Biografia
Nasce nel 1964 a Milano nel quartiere periferico Affori, secondogenito, dopo la sorella Daniela, di un impiegato e di una casalinga. Qualche anno dopo quando era ancora piccolo, la famiglia si trasferisce nel comune limitrofo Cormano. Si diploma al Liceo Classico Omero, nel quartiere milanese Bruzzano, e frequenta poi sia Lettere classiche all'Università Cattolica del Sacro Cuore, sia pianoforte al Conservatorio di Musica G. Verdi. Conseguiti laurea e diploma in pianoforte, prosegue gli studi universitari, ottenendo una laurea specialistica in Filologia medievale e umanistica, con tesi su Lorenzo Valla. Dopo aver rinunciato a lavorare per Publitalia, per cui avrebbe dovuto vendere spazi pubblicitari porta a porta, diviene insegnante di Italiano, Latino, Greco, Storia e Geografia al Liceo Classico dell'Istituto Leone XIII, a Milano.
In merito al suo coming out un ruolo importante lo ebbe il cardinale Carlo Maria Martini, che il conduttore conobbe a una lectio magistralis al Leone XIII, scuola in cui insegnava. Con Martini ebbe un intenso rapporto epistolare e in seguito si recò, per incontrarlo nuovamente, in Terra santa. Il cardinale lo rassicurò in merito al suo orientamento sessuale e gli disse che «alla fine conta solo quanto siamo stati capaci di amare».
Signorini è stato per anni amico personale di Silvio Berlusconi e dei suoi figli Pier Silvio e Marina.
Nel 2021 in un'intervista a Verissimo, programma condotto da Silvia Toffanin, ha dichiarato di essere stato vittima di bullismo in giovinezza.

### Carriera

#### Gli esordi
Dopo aver lasciato la professione di insegnante, inizia a collaborare con il quotidiano La Provincia di Como, alle brevi di cronaca. Entra poi a Panorama, dove diventa esperto di gossip. Dal 1995 è giornalista professionista, iscritto all'Ordine dei giornalisti della Lombardia. Attualmente non risulta più iscritto all'Ordine professionale.
Passa da Panorama a Chi, sempre all'interno del gruppo editoriale Mondadori, dove affianca, come condirettore, Silvana Giacobini prima e Umberto Brindani poi, fino a diventare, nel 2006, direttore del settimanale, rimanendovi per quindici anni.

#### Anni 2000
Esordisce in televisione nel 2002, quando è fra gli ospiti fissi della trasmissione della seconda serata di Rai 2 Chiambretti c'è, condotta, appunto, da Piero Chiambretti. Negli anni successivi è ospite, anche fisso, in numerosi programmi, primo fra tutti L'isola dei famosi. Nella stagione televisiva 2005/2006 affianca Paola Perego alla conduzione di Verissimo, programma al quale parteciperà, sempre come co-conduttore, dall'anno successivo con Silvia Toffanin, il sabato pomeriggio. Il venerdì sera fa parte del numeroso cast artistico di Scherzi a parte, partecipando perfino alla confezione di diverse candid camera, e come intervistatore delle vittime degli scherzi in ogni puntata.
Dal 2006 al 2016 conduce su Radio Monte Carlo il programma Alfonso Signorini Show, in onda dalle 9 alle 10 del mattino insieme a Luisella Berrino. Sempre nel 2006 fa un cameo nel film Commediasexi, dove interpreta il ruolo di se stesso.
Dal 2008 al 2012 è opinionista fisso del Grande Fratello per cinque edizioni consecutive.
Il 23 giugno 2008 diventa direttore di TV Sorrisi e Canzoni, pur mantenendo la direzione di Chi, subentrando a Umberto Brindani.

#### Anni 2010
Nel dicembre 2010 debutta come conduttore su Canale 5 con il programma di seconda serata Kalispéra!, ottenendo per la prima volta la conduzione di un programma televisivo senza essere affiancato da altri conduttori. Il programma punta su temi di attualità non disdicendo intermezzi più leggeri e di svago; Kalispéra ottiene ben presto un notevole successo di pubblico.
Nel 2011 Signorini conduce su Canale 5 un nuovo programma, La notte degli chef, che, a differenza di Kalispéra, non riscuote molto successo. Dal 16 dicembre 2011 Signorini torna a condurre il programma Kalispéra! su Canale 5. La novità di questa seconda edizione è che il programma viene promosso con tre puntate in prima serata.
Alla fine del 2011 debutta sul grande schermo interpretando se stesso nel cinepanettone Vacanze di Natale a Cortina con Christian De Sica e Sabrina Ferilli.
Il 22 agosto 2012 comunica ufficialmente la propria decisione di lasciare Verissimo per dedicarsi ad altri progetti. Il 14 giugno 2013 viene lanciato il video musicale della canzone Alfonso Signorini (eroe nazionale) cantata da Fedez, che vede la partecipazione dello stesso Signorini.
Dal 3 luglio al 7 agosto 2013 conduce il programma Studio 5, in onda in prima serata su Canale 5.
Dal 26 gennaio 2015 è opinionista fisso, insieme a Mara Venier, nella decima edizione de L'isola dei famosi con la conduzione di Alessia Marcuzzi, in onda in prima serata su Canale 5.
Il 9 giugno dello stesso anno, insieme a Rosita Celentano su Rete 4, conduce Una Serata Bella per te, Gianni!, in omaggio a Gianni Bella, facendo l'11,80% di share. Il 13 marzo 2016 conduce, sempre su Rete 4 e sempre con Rosita Celentano, Una serata bella per te, Mogol!, un omaggio al compositore Mogol. Dall'autunno del 2016 torna a essere opinionista del reality show Grande Fratello, ma questa volta nella versione VIP. Nel 2017 e nel 2018 è stato nuovamente riconfermato come opinionista del Grande Fratello VIP.
Dal 14 luglio 2017 conduce il programma #Estate, in onda in seconda serata su Canale 5.
Nella rassegna estiva 2017 cura per la prima volta la regia di un'opera lirica scegliendo Turandot e aprendo il 63º Festival Puccini a Torre del Lago. L'opera viene trasmessa il 17 dicembre su Canale 5. L'anno successivo nell'ambito della stessa manifestazione dirige La bohème e di nuovo Turandot. La bohème viene trasmessa il 23 dicembre su Canale 5. Nel 2019 sempre per il Festival Puccini a Torre del Lago dirige ancora La bohème.
Il 29 dicembre 2019, è la voce narrante dell'opera Aida di Giuseppe Verdi, regia di Sabrina Tricarico (dirige Undressed in tv dal '15) e con George Andguladze nel ruolo del grande sacerdote Ramfis (già in Turandot di Signorini nel '17), trasmessa dalla Black Sea Arena di Batumi, in Georgia.

#### Anni 2020
Dal 2020 diventa conduttore della quarta edizione del Grande Fratello VIP, affiancato dagli opinionisti Wanda Nara e Pupo. Nello stesso anno viene riconfermato alla conduzione della quinta edizione, con gli opinionisti Pupo ed Antonella Elia, ex concorrente della precedente edizione.
Nel 2021 viene riconfermato anche alla conduzione della sesta edizione, con le opinioniste Sonia Bruganelli e Adriana Volpe, ex concorrente della quarta edizione. Anche nel 2022 viene riconfermato alla conduzione del reality con le opinioniste Sonia Bruganelli e Orietta Berti.
Nella settima edizione del Grande Fratello VIP, su richiesta di Signorini, viene modificato il regolamento del reality che vietava l'ingresso nella casa ai concorrenti sieropositivi all'HIV. La richiesta del conduttore di far partecipare Giovanni Ciacci, sieropositivo, viene accolta da Mediaset dopo un confronto con Piersilvio Berlusconi. È la prima volta, in tutto il mondo, che un sieropositivo partecipa a un reality. Questo lo si è potuto avere grazie alle cure antiretrovirali che hanno permesso a Ciacci di non ammalarsi di AIDS, pur essendo positivo all’HIV. Quindi, costui non risulta essere contagioso per gli altri grazie all'assunzione costante dei medicinali.
A Vizzini, nell'ambito della rassegna estiva della Soprintendenza di Catania, il 10 settembre 2022 dirige l'opera Cavalleria Rusticana di Pietro Mascagni su libretto di Giovanni Targioni-Tozzetti e Guido Menasci con l'orchestra, il coro e i tecnici del Teatro Massimo Bellini di Catania. Una seconda ripresa è proposta per la seconda edizione del «Bellini International Context 2022», il successivo 16 settembre, per il Primo Centenario della morte dello scrittore Giovanni Verga.
Il 2 marzo 2023, dopo quindici anni, lascia l'incarico di direttore responsabile di Chi per divenirne direttore editoriale. Ciò lo si è avuto perché il gruppo Mondadori ha deciso di affidargli un incarico da manager per la fondazione, lo sviluppo e la direzione di "Talent agency" il cui fine sarà quello di ricercare nuovi talenti per l'intrattenimento televisivo e la produzione di programmi TV. È proprietario della suddetta società assieme alla Mondadori.
A maggio 2023 debutta al Teatro Verdi di Salerno la Tosca di Giacomo Puccini a sua firma.
Dopo la chiusura del Grande Fratello VIP dall'11 settembre 2023 al 25 marzo 2024 ha condotto la diciassettesima edizione del Grande Fratello che ha visto la partecipazione tra personaggi famosi e quelli comuni e dall'opinionista e giornalista Cesara Buonamici. Il 12 gennaio 2024 la sua Turandot inaugura la stagione 2024 del Teatro Massimo Bellini di Catania, una co-produzione assieme al Festival Puccini e al georgiano "State Opera House Tibilisi".
Dal 16 settembre 2024 al 31 marzo 2025 conduce la diciottesima edizione del Grande Fratello.

## Impegno sociale

### L'impegno per i diritti civili e l'adozione da parte dei single
Impegnato attivamente per la difesa dei diritti civili e nella battaglia per consentire l'adozione a persone single, nel 2018 critica il governo Conte I, affermando che nell'esecutivo vige una grande confusione sui diritti civili poiché ha dichiarato Signorini: «da una parte ci sono le parole del sottosegretario Vincenzo Spadafora che non possono non essere condivise. E dall'altra c'è il ministro Lorenzo Fontana che ha appena ribadito un concetto che io credevo avesse detto per sbaglio, quello secondo cui le famiglie omosessuali non esistono».

## Vita privata
Dichiaratamente omosessuale, è sin dal 2004 il compagno del politico ed imprenditore Paolo Galimberti. Religiosamente è cattolico praticante.
È molto legato a Cortina d'Ampezzo, in provincia di Belluno, dove possiede una residenza da anni.

## Controversie
Nello scandalo denominato "Rubygate", nel quale Silvio Berlusconi ha avuto rapporti intimi con Karima El Marough (detta Ruby), Alfonso Signorini sembra aver avuto il ruolo di colui che doveva suggerire alla ragazza cosa dire alla carta stampata, stando alle dichiarazioni della stessa. Il presunto coinvolgimento di Signorini nello scandalo non ha avuto alcun seguito giudiziario e la stessa Ruby ha dichiarato in tribunale di non aver avuto rapporti intimi con Berlusconi.
Nella puntata del 15 novembre 2021 del Grande Fratello VIP il conduttore dichiara: "Noi siamo contrari all'aborto". Tale frase destò forti critiche da parte delle associazioni pro aborto. La stessa Endemol che produce il GF si dissociò da Signorini, mentre a sua difesa intervenne Giorgia Meloni e il mondo cattolico tramite il quotidiano Avvenire. In seguito Signorini chiarisce che parlava a titolo personale, che rispetta il pensiero altrui sul tema, ma allo stesso tempo ha confermato la sua contrarietà all'aborto.

## Filmografia

### Attore
- Commediasexi, regia di Alessandro D'Alatri (2006)
- Vacanze di Natale a Cortina, regia di Neri Parenti (2011)

### Doppiatore
- I Live With Models – serie TV (2011)

## Teatro
- Turandot (2017-2018) - regista
- Simon Boccanegra (2018) - regista
- La bohème (2018-2019) - regista
- Aida (2019) - voce narrante[49]
- Cavalleria rusticana (2022) - regista[50]
- Medea (2023) - regista[51]
- Bohème, Arena di Verona (2024)- regista

## Programmi televisivi
- Chiambretti c'è (Rai 2, 2002)

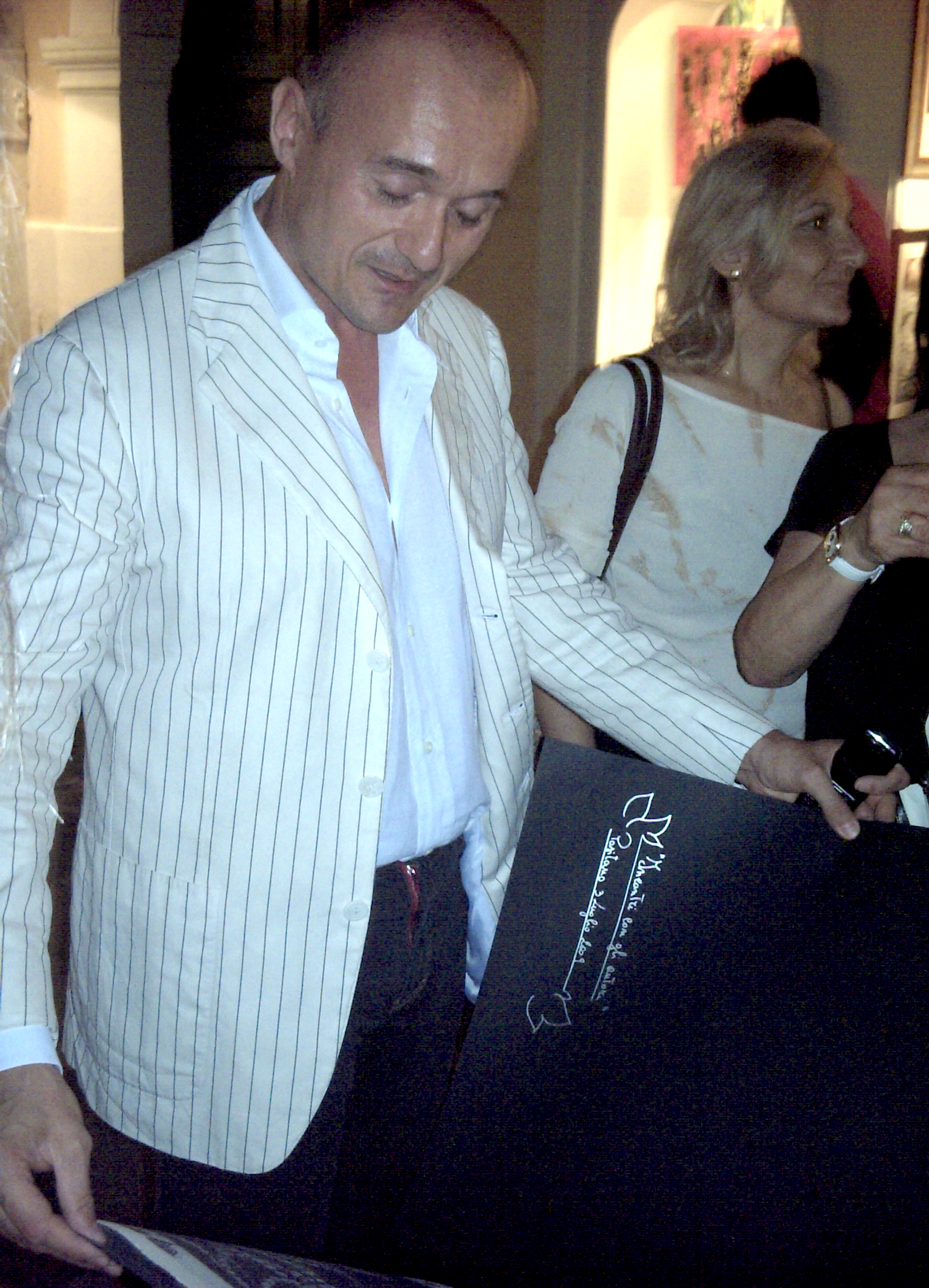
Alfonso Signorini a Positano nel 2009

- Nessuno è perfetto (Canale 5, 2002-2003)
- Piazza Grande (Rai 2, 2003-2004)
- L'isola dei famosi (Rai 2, 2003, 2007; Canale 5, 2015-2016) - opinionista
- Palermo - La notte della moda (Rete 4, 2004)
- Markette (LA7, 2004-2008)
- Ritorno al presente (Rai 1, 2005)
- Verissimo (Canale 5, 2006-2012) - inviato
- Scherzi a parte (Canale 5, 2007)
- Grande Fratello (Canale 5, 2008-2012, 2023-2025)[52]
- Maurizio Costanzo Show (Canale 5, 2009)
- Verissimo di primavera (Canale 5, 2010)
- Finale di Mediafriends Cup (Canale 5, 2010)
- Kalispéra! (Canale 5, 2010-2011)
- La notte degli chef (Canale 5, 2011)
- Opera on Ice (Canale 5, 2011-2013, 2018-2020)
- Studio 5 (Canale 5, 2013)
- Una serata... Bella (Rete 4, 2015-2018; Italia 2, 2017)
- Grande Fratello VIP (Canale 5, 2016-2018, 2020-2023)[53]
- Speciale Uomini e donne - Le Olimpiadi della TV (Canale 5, 2017)
- The Winner Is... (Canale 5, 2017) - opinionista
- #Estate (Canale 5, 2017)
- Amici di Maria De Filippi (Canale 5, 2018-2020) - insegnante
- CR4 - La Repubblica delle Donne (Rete 4, 2018-2020)
- Grande Fratello Super VIP (Canale 5, dal 2026)

## Radio
- Alfonso Signorini Show (Radio Monte Carlo, 2006-2016)

## Videoclip
- Alfonso Signorini (eroe nazionale) – Fedez (2013)

## Opere
- Costantino desnudo, s.l., Maestrale Company-Lele Mora, 2004, ISBN 88-18-01715-2.
- Il Signorini. Chi c'è c'è, chi non c'è s'incazza, Segrate, Mondadori, 2006, ISBN 88-04-55930-6.
- Troppo fiera, troppo fragile. Il romanzo della Callas, Segrate, Mondadori, 2007, ISBN 978-88-04-57184-1.
- Chanel. Una vita da favola, Segrate, Mondadori, 2009, ISBN 978-88-04-58373-8.
- Alfonso Signorini e Massimo Picozzi, Blu come il sangue. Storie di delitti nell'alta società, Segrate, Mondadori, 2010, ISBN 978-88-04-59485-7.
- Chanel, Segrate, Mondadori, 2010, ISBN 978-88-520-1572-4.
- Marilyn. Vivere e morire d'amore, Segrate, Mondadori, 2010, ISBN 978-88-04-59812-1.
- Alfonso Signorini e Azzurra Della Penna, La favola di William e Kate, Segrate, Mondadori, 2011, ISBN 978-88-520-1895-4.
- Amore folle amore. La scandalosa storia di Zelda e F. Scott Fitzgerald, Segrate, Mondadori, 2013, ISBN 978-88-04-62402-8.
- L'altra parte di me, Segrate, Mondadori, 2015, ISBN 978-88-04-64625-9.
- Ciò che non muore mai. Il romanzo di Chopin, Segrate, Mondadori, 2017, ISBN 978-88-04-65819-1.
- Ma grande come il mare - Il romanzo di Amici ispirato alla Bohème, Segrate, Mondadori, 2019, ISBN 978-88-520-9511-5.

## Riconoscimenti
- 2011 – Personaggio rivelazione delle radio private, Gran Premio nazionale della "Comunicazione Radiofonica e Non Solo“[54]
- 2012 – Cuffie d'oro "Personaggi dell'anno" con Alfonso Signorini Show
- 2012 – Premio "Miglior giornalista dell'anno" MIFF Awards del Film Festival Internazionale di Milano[55]
- 2012 – Cuffie d'oro "Personaggi dell'anno" con Alfonso Signorini Show
- 2014 – Premio Guido Carli[56]
- 2016 – Premio alla carriera dell'Osservatorio Familiare Italiano
- 2019 – Premio "DietroLeQuinte", Gran Galà del festival e della stampa[57]